# Velupillai Prabhakaran
Velupillai Prabhakaran (tamil. வேலுப்பிள்ளை பிரபாகரன், ur. 26 listopada 1954 w Velvettithurai, Sri Lanka, zm. 18 maja 2009) – tamilski bojownik i przywódca polityczny Tygrysów Wyzwolenia Tamilskiego Ilamu. Pełnił rolę nominalnego przywódcy państwa Ilam, które nie było uznawane przez społeczność międzynarodową, ale nie było też pod kontrolą rządu Sri Lanki.
Prabhakaran w 1972, w wieku 18 lat założył organizację Nowe Tamilskie Tygrysy, która była sukcesorką licznych ruchów protestujących przeciw osiedlaniu się Syngalezów na północy i północnym wschodzie Cejlonu, przy jednoczesnych przesiedleniach mniejszości tamilskiej. Po serii początkowych pokojowych protestów, Tamilskie Tygrysy miały zapewnić szkolenie i przygotowanie wojskowe dla dalszego ruchu sprzeciwu.
W 1975 Prabhakaran zorganizował pierwszy spisek i dokonał pierwszego politycznego morderstwa, strzelając do burmistrza Dżafny, kiedy ten wchodził do hinduskiej świątyni.
W maju 1976 organizacja przyjęła nazwę Tygrysy Wyzwolenia Tamilskiego Ilamu.

## Oskarżenia kryminalne
Prabhakaran był ścigany przez Interpol i wiele innych organizacji za terroryzm, morderstwa i przestępczość zorganizowaną. Sąd Najwyższy w Ćennaju w Indiach wydał na niego wyrok śmierci za zamach na premiera Rajiva Gandhiego w 1991. W 2002 sąd w Ambepitiya wydał na niego nakaz aresztowania w związku z zamachem bombowym na Bank Centralny w Kolombo w 1996. W sumie był oskarżany o 51 aktów przemocy, m.in. udział w zamachu na prezydenta Sri Lanki Ranasinghe Premadasę w 1993.
Prabhakaran był również krytykowany za tworzenie kultu własnej osoby w szeregach tamilskich.

## Śmierć
Velupillai Prabhakaran zginął 18 maja 2009 w ostatniej fazie walk z armią Sri Lanki, uciekając z okrążenia. 19 maja 2009 prezydent Sri Lanki Mahinda Rajapakse ogłosił zwycięstwo w 26-letniej wojnie z Tamilskimi Tygrysami, a telewizja pokazała ciało zabitego Prabhakarana.